# Pellaea myrtillifolia
Pellaea myrtillifolia är en kantbräkenväxtart som beskrevs av Georg Heinrich Mettenius och Oskar Kuhn. Pellaea myrtillifolia ingår i släktet Pellaea och familjen Pteridaceae. Inga underarter finns listade.